# Any Which Way You Can
Any Which Way You Can is een Amerikaanse actiekomedie uit 1980, geregisseerd door Buddy Van Horn en met in de hoofdrol Clint Eastwood, Sondra Locke, Geoffrey Lewis, William Smith en Ruth Gordon in bijrollen. De film is het vervolg op de hitkomedie Every Which Way but Loose uit 1978.

## Synopsis
Philo Beddoe (Clint Eastwood) neemt deel aan een boksgevecht om wat meer geld te verdienen dan hij kan verdienen met zijn autoreparatiebedrijf. Hij besluit te stoppen met vechten, maar wanneer de maffia langskomt en een ander gevecht regelt, wordt hij ertoe gedwongen om het tegen de favoriet op te nemen, Jack Wilson.

## Rolverdeling
| Acteur                                   | Personage                       |
| ---------------------------------------- | ------------------------------- |
| Clint Eastwood                           | Philo Beddoe                    |
| Sondra Locke                             | Lynn Halsey-Taylor              |
| Geoffrey Lewis                           | Orville Boggs                   |
| William Smith                            | Jack Wilson                     |
| Ruth Gordon                              | Zenobia "Ma" Boggs              |
| Barry Corbin                             | "Fat" Zack Tupper               |
| Harry Guardino                           | James Beekman                   |
| Michael Cavanaugh                        | Patrick Scarfe                  |
| John Quade                               | Cholla, leider The Black Widows |
| Roy Jenson                               | Moody                           |
| Bill McKinney                            | Dallas                          |
| William O'Connell                        | Elmo                            |
| Al Ruscio                                | Tony Paoli Sr.                  |
| Jack Murdock                             | "Little" Melvin                 |
| George Murdock                           | Brigadier Cooley                |
| Dick Durock                              | Joe Casey                       |
| Camila Ashlend                           | Hattie                          |
| Anne Ramsey                              | Loretta Quince                  |
| Logan Ramsey                             | Luther Quince                   |
| Jim Stafford                             | Long John                       |
| Michael Talbott                          | Officier Morgan                 |
| Dan Vadis                                | Frank                           |
| Julie Brown                              | Candy                           |
| Ken Lerner                               | Tony Paoli Jr.                  |
| C.J. en Buddha the Orangutan (onvermeld) | Clyde de orang-oetan            |